# Indy NXT

Ehemaliges Logo der Indy Lights

Die Indy NXT (Aussprache: Indy Next) ist die höchste Nachwuchsserie unterhalb der IndyCar Series. Von 2008 bis 2021 trug die Serie den Namen Indy Lights. Bereits von 1986 bis 2001 gab es eine gleichnamige Aufsteigerklasse der ehemaligen Champ Car World Series, der wichtigsten Monoposto-Rennserie der CART-Organisation in den USA. Die Bezeichnung Indy Lights erhielt diese Serie 1991, gegründet wurde sie als American Racing Series (ARS).
Die Indy NXT ist vergleichbar mit der heutigen Formel-1-Aufsteigerklasse Formel 2. Sie wurde 2001 wegen finanzieller Probleme des Veranstalters CART eingestellt, die Toyota Atlantic Series übernahm daraufhin die Aufgabe der Nachwuchsförderung für die Champ-Car-Serie. (Von 2002 bis 2008 trug diese Rennserie die Bezeichnung Champ Car Atlantic Series, seither den Namen Atlantic Championship.)
Im Jahr 2008 wurde die Indy Pro Series, die seit 2002 bestehende Aufsteigerklasse der IndyCar Series, in „Indy Lights“ umbenannt. Zur Saison 2023 folgte die Umbenennung in „Indy NXT“.
Die ursprüngliche Indy Lights hat zwei Champ-Car-Meister, zwei IndyCar-Series-Meister und zwei Formel-1-Fahrer hervorgebracht.

## Sieger der Indy-NXT-Serie
| Nachwuchsklasse der Champ-Car-Serie | Nachwuchsklasse der Champ-Car-Serie | Nachwuchsklasse der Champ-Car-Serie | Nachwuchsklasse der Champ-Car-Serie | Nachwuchsklasse der Champ-Car-Serie |
| Jahr                                | Meister                             | Team                                | Chassis                             | Motor                               |
| CART American Racing Series         | CART American Racing Series         | CART American Racing Series         | CART American Racing Series         | CART American Racing Series         |
| ----------------------------------- | ----------------------------------- | ----------------------------------- | ----------------------------------- | ----------------------------------- |
| 1986                                | Fabrizio Barbazza                   | Arciero Racing                      | March                               | Buick                               |
| 1987                                | Didier Theys                        | Truesports                          | March                               | Buick                               |
| 1988                                | Jon Beekhuis                        | P.I.G. Racing                       | March                               | Buick                               |
| 1989                                | Mike Groff                          | Leading Edge Motorsports            | March                               | Buick                               |
| 1990                                | Paul Tracy                          | Landford Racing                     | March                               | Buick                               |
| CART Indy Lights Series             |                                     |                                     |                                     |                                     |
| 1991                                | Éric Bachelart                      | Landford Racing                     | March                               | Buick                               |
| 1992                                | Robbie Buhl                         | Leading Edge Motorsports            | March                               | Buick                               |
| 1993                                | Bryan Herta                         | Tasman Motorsports                  | Lola                                | Buick                               |
| 1994                                | Steve Robertson                     | Tasman Motorsports                  | Lola                                | Buick                               |
| 1995                                | Greg Moore                          | Forsythe Racing                     | Lola                                | Buick                               |
| 1996                                | David Empringham                    | Forsythe Racing                     | Lola                                | Buick                               |
| 1997                                | Tony Kanaan                         | Tasman Motorsports                  | Lola                                | Buick                               |
| 1998                                | Cristiano da Matta                  | Tasman Motorsports                  | Lola                                | Buick                               |
| 1999                                | Oriol Servià                        | Dorricott Racing                    | Lola                                | Buick                               |
| 2000                                | Scott Dixon                         | PacWest Racing                      | Lola                                | Buick                               |
| 2001                                | Townsend Bell                       | Dorricott Racing                    | Lola                                | Buick                               |

| Nachwuchsklasse der IndyCar Series | Nachwuchsklasse der IndyCar Series                     | Nachwuchsklasse der IndyCar Series                     | Nachwuchsklasse der IndyCar Series                     | Nachwuchsklasse der IndyCar Series                     |
| Jahr                               | Meister                                                | Team                                                   | Chassis                                                | Motor                                                  |
| IRL Infiniti Pro Series            | IRL Infiniti Pro Series                                | IRL Infiniti Pro Series                                | IRL Infiniti Pro Series                                | IRL Infiniti Pro Series                                |
| ---------------------------------- | ------------------------------------------------------ | ------------------------------------------------------ | ------------------------------------------------------ | ------------------------------------------------------ |
| 2002                               | A. J. Foyt IV                                          | A. J. Foyt Enterprises                                 | Dallara                                                | Infiniti                                               |
| 2003                               | Mark Taylor                                            | Panther Racing                                         | Dallara                                                | Infiniti                                               |
| 2004                               | Thiago Medeiros                                        | Sam Schmidt Motorsports                                | Dallara                                                | Infiniti                                               |
| 2005                               | Wade Cunningham                                        | Brian Stewart Racing                                   | Dallara                                                | Infiniti                                               |
| IRL Indy Pro Series                |                                                        |                                                        |                                                        |                                                        |
| 2006                               | Jay Howard                                             | Sam Schmidt Motorsports                                | Dallara                                                | Infiniti                                               |
| 2007                               | Alex Lloyd                                             | Sam Schmidt Motorsports                                | Dallara                                                | Infiniti                                               |
| IRL Firestone Indy Lights          |                                                        |                                                        |                                                        |                                                        |
| 2008                               | Raphael Matos                                          | AFS/Andretti Green Racing                              | Dallara                                                | Infiniti                                               |
| 2009                               | J. R. Hildebrand                                       | AFS Racing                                             | Dallara                                                | Infiniti                                               |
| IndyCar Firestone Indy Lights      |                                                        |                                                        |                                                        |                                                        |
| 2010                               | Jean Karl Vernay                                       | Sam Schmidt Motorsports                                | Dallara                                                | Infiniti                                               |
| 2011                               | Josef Newgarden                                        | Sam Schmidt Motorsports                                | Dallara                                                | Infiniti                                               |
| 2012                               | Tristan Vautier                                        | Sam Schmidt Motorsports                                | Dallara                                                | Infiniti                                               |
| 2013                               | Sage Karam                                             | Schmidt Peterson Motorsports                           | Dallara                                                | Infiniti                                               |
| IndyCar Indy Lights                |                                                        |                                                        |                                                        |                                                        |
| 2014                               | Gabby Chaves                                           | Belardi Auto Racing                                    | Dallara                                                | Infiniti                                               |
| 2015                               | Spencer Pigot                                          | Juncos Racing                                          | Dallara                                                | Mazda-AER                                              |
| 2016                               | Ed Jones                                               | Carlin                                                 | Dallara                                                | Mazda-AER                                              |
| 2017                               | Kyle Kaiser                                            | Juncos Racing                                          | Dallara                                                | Mazda-AER                                              |
| 2018                               | Patricio O’Ward                                        | Andretti Autosport                                     | Dallara                                                | Mazda-AER                                              |
| 2019                               | Oliver Askew                                           | Andretti Autosport                                     | Dallara                                                | Mazda-AER                                              |
| 2020                               | Die Saison wurde wegen der COVID-19-Pandemie abgesagt. | Die Saison wurde wegen der COVID-19-Pandemie abgesagt. | Die Saison wurde wegen der COVID-19-Pandemie abgesagt. | Die Saison wurde wegen der COVID-19-Pandemie abgesagt. |
| 2021                               | Kyle Kirkwood                                          | Andretti Autosport                                     | Dallara                                                | Mazda-AER                                              |
| 2022                               | Linus Lundqvist                                        | Dale Coyne Racing / HMD Motorsports                    | Dallara                                                | Mazda-AER                                              |
| 2023                               | Christian Rasmussen                                    | Dale Coyne Racing / HMD Motorsports                    | Dallara                                                | Mazda-AER                                              |
| 2024                               | Louis Foster                                           | Andretti Autosport                                     | Dallara                                                | Mazda-AER                                              |